# Justiça Eleitoral do Brasil

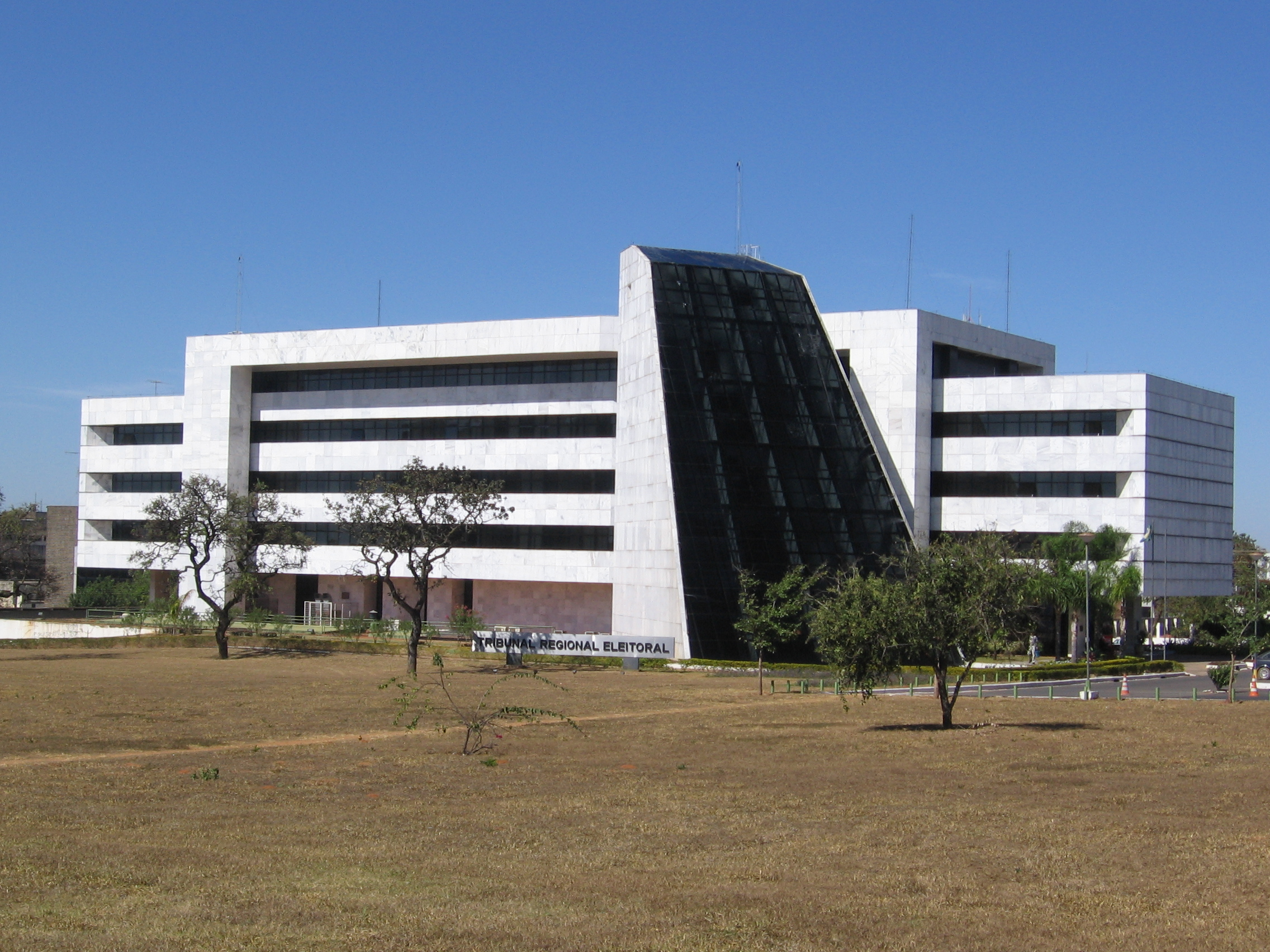
Tribunal Regional Eleitoral do Distrito Federal

A Justiça Eleitoral do Brasil foi criada pelo Decreto n.º 21 076, de 24 de fevereiro de 1932, representando uma das inovações criadas pela Revolução de 1930. Em 1932 foi promulgado o Código Eleitoral brasileiro, inspirado na Justiça Eleitoral Checoslovaca e nas ideias do político, fazendeiro e embaixador Joaquim Francisco de Assis Brasil.
Atualmente, a existência e regulamentação da Justiça Eleitoral do Brasil está determinada nos artigos 118 a 121 da Constituição Federal de 1988, que estabelece que é competência privativa da União legislar sobre Direito Eleitoral e, ainda, que: "Art. 121. Lei complementar disporá sobre a organização e competência dos tribunais, dos juízes de direito e das juntas eleitorais."
Como tal lei complementar ainda não foi instituída, as principais leis que regem o Direito Eleitoral são o Código Eleitoral de 1965, a Lei 9 504, de 1997, a Lei dos Partidos Políticos, de 1995, a Lei 12 034 de 2009 e as periódicas resoluções normativas do Tribunal Superior Eleitoral, TSE, que regulam as eleições com força de lei.
Estas normas, em especial o Código Eleitoral de 1965, concedem ao TSE poderes característicos do Poder Executivo e Poder Legislativo . Assim, o Tribunal Superior Eleitoral é o único órgão integrante da justiça brasileira que detém funções administrativa e normativa que extrapolam seu âmbito jurisdicional. Por conter a palavra "tribunal" em seu nome, é chamado de "Justiça Eleitoral", mas exerce e é de fato o verdadeiro "Administrador Eleitoral", assumindo toda administração executiva, operacional e boa parte da normatização do processo eleitoral.
Em outros países, as soluções adotadas para a distribuição dos poderes no processo eleitoral são variadas. O estudo da Consultoria Legislativa do Senado Federal denominado Funcionamento da Justiça Eleitoral em alguns Países mostrou que é comum se deixar a operação das eleições com o próprio Poder Executivo nacional (como na Finlândia e na Argentina) ou municipal (como nos EUA, França e Alemanha). Mas em alguns países (como Chile e Uruguai) a administração das eleições fica a cargo de órgãos autônomos, não integrantes de nenhum dos Poderes tradicionais. Já o Poder Judiciário nas eleições tanto pode ficar a cargo da Justiça Comum (como EUA e Itália) como ser responsabilidade de cortes especializadas.
São funções da Justiça Eleitoral do Brasil:
- A regulamentação do processo eleitoral por meio de Instruções, com força de lei, de acordo com o Parágrafo Único do Art. 1º do Código Eleitoral de 1965;
- A administração completa de todo o processo eleitoral, por decorrência das próprias regulamentações;
- A vigilância para o fiel cumprimento das normas jurídicas que regem o período eleitoral, inclusive das que ela própria emitiu;
- A fiscalização das contas de campanhas eleitorais;
- O julgamento, da primeira à última instância, de todo contencioso eleitoral, inclusive daqueles que, como administradora, estiver no polo passivo;
- A punição para aqueles que desrespeitarem a legislação eleitoral.

O que torna sui generis nossa Justiça Eleitoral é sua faculdade de realizar o seguinte:
- Expedir instruções para execução da lei eleitoral;
- Responder consultas sobre matéria eleitoral;
- Julgar ações judiciais contra atos que ela própria tenha praticado.

## Órgãos
Os órgãos da Justiça Eleitoral estão previstos no art. 118 da Constituição Federal, são eles: Tribunal Superior Eleitoral (TSE); os Tribunais Regionais Eleitorais (TRE); os Juízes Eleitorais; e as Juntas Eleitorais. A Justiça Eleitoral não possui quadro próprio de magistrados, valendo-se de juízes de outros tribunais, de membros da advocacia e mesmo de cidadãos idôneos para a composição dos seus órgãos.

### Tribunal Superior Eleitoral
O Tribunal Superior Eleitoral (TSE) tem sede na Capital Federal, Brasília, sendo composto de, no mínimo, sete membros, sendo escolhidos (art. 119, da Constituição de 1988):
- I — mediante eleição, pelo voto secreto:
  - a) três juízes dentre os ministros do Supremo Tribunal Federal (STF);
  - b) dois juízes dentre os ministros do Superior Tribunal de Justiça (STJ);
- II — por nomeação do Presidente da República, dois juízes dentre seis advogados de notável saber jurídico e idoneidade moral, indicados pelo Supremo Tribunal Federal (STF).

O presidente e o vice-presidente do TSE serão escolhidos dentre os ministros do STF, e o corregedor-geral será escolhido dentre os ministros do STJ (art. 119, parágrafo único, da CF). O TSE coordena toda a justiça eleitoral brasileira sendo o órgão responsável pelas eleições presidenciais, que envolve os cargos de presidente e vice-presidente da república.

### Tribunais Regionais Eleitorais
Tribunal Regional Eleitoral (TRE) é o órgão judiciário encarregado do gerenciamento de eleições em âmbito estadual. Tem por órgão revisor de suas decisões o Tribunal Superior Eleitoral (TSE). Seu funcionamento é regido pelo Código Eleitoral (Lei nº 4.737), sancionado em 15 de julho de 1965 pelo presidente Castello Branco. Conforme previsão do artigo 120 da Constituição de 1988, haverá um Tribunal Regional Eleitoral na Capital de cada Estado e no Distrito Federal. O mesmo artigo, em seu §1º, prevê a composição dos TRE da seguinte forma:

I - mediante eleição, pelo voto secreto:

a) de dois juízes dentre os desembargadores do Tribunal de Justiça;

b) de dois juízes, dentre juízes de direito, escolhidos pelo Tribunal de Justiça;

II - de um juiz do Tribunal Regional Federal com sede na capital do estado ou no Distrito Federal, ou, não havendo, de juiz federal, escolhido, em qualquer caso, pelo Tribunal Regional Federal respectivo;

III - por nomeação, pelo Presidente da República, de dois juízes dentre seis advogados de notável saber jurídico e idoneidade moral, indicados pelo Tribunal de Justiça.
O parágrafo segundo do artigo 121 determina que "os juízes dos tribunais eleitorais, salvo motivo justificado, servirão por dois anos, no mínimo, e nunca por mais de dois biênios consecutivos, sendo os substitutos escolhidos na mesma ocasião e pelo mesmo processo, em número igual para cada categoria".
Na legislação brasileira, cabe aos TRE o controle e fiscalização de todo o processo eleitoral sob sua jurisdição, desde o registro de cada diretório regional dos partidos políticos até a impressão de boletins e mapas de apuração durante a contagem dos votos. O TRE é responsável pelo cadastro dos eleitores, pela constituição de juntas e zonas eleitorais e pela apuração de resultados e diplomação dos eleitos em sufrágios em nível estadual. O TRE também deve dirimir dúvidas em relação às eleições e julgar apelações às decisões dos juízes eleitorais. Os TREs do Brasil têm liberdade para confeccionar seus próprios regimentos internos.
Prevê ainda o mencionado dispositivo constitucional, que o presidente e o vice-presidente do TRE serão eleitos, pelos seus pares, dentre os desembargadores do Tribunal de Justiça. Os TRE são responsáveis pela coordenação das atividades da justiça eleitoral no estado ou distrito federal, e respondem pelas eleições para os cargos eletivos que abranjam a circunscrição estadual, ou regional (no caso do DF), envolvendo os cargos de governador e vice-governador, senador, deputado federal e deputado estadual ou distrital. Os Tribunais Regionais Eleitorais do Distrito Federal e do estado do Rio de Janeiro foram criados na primeira sessão do TSE, em 7 de junho de 1945. Instalado em 24 de setembro de 1946, o TRE-DF foi presidido pelo desembargador Afrânio Antônio da Costa, que dirigiu e orientou, no início de sua gestão, o primeiro alistamento eleitoral. Com a mudança para a Nova Capital, Brasília, o TRE da Guanabara foi criado e ocupou o prédio da Rua Primeiro de Março, n.º 42, no atual corredor cultural do Centro do Rio de Janeiro. Com a fusão dos Estados da Guanabara e do Rio de Janeiro, em 15 de março de 1975, os dois TREs foram unificados, com a denominação de Tribunal Regional Eleitoral do Rio de Janeiro. Em sessão especial de 20 de março de 1975, a alteração foi formalizada. Desde 1995, o Tribunal Regional Eleitoral do Rio de Janeiro funciona na Avenida Presidente Wilson, n.º 198, no Castelo, cidade do Rio de Janeiro. O antigo prédio da Rua Primeiro de Março se encontra em processo de restauração. Fechado a visitas do público, o prédio já abrigou o Palácio da Cidadania e o Centro Cultural da Justiça Eleitoral.
Numa crítica sobre a atuação histórica desses órgãos, escreveu o comentarista político Sebastião Nery, em 1999: "Ah, esses TREs! Até hoje departamentos jurídicos de todos os governos!"
São eles:
- Tribunal Regional Eleitoral do Acre
- Tribunal Regional Eleitoral de Alagoas
- Tribunal Regional Eleitoral do Amapá
- Tribunal Regional Eleitoral do Amazonas
- Tribunal Regional Eleitoral da Bahia
- Tribunal Regional Eleitoral do Ceará
- Tribunal Regional Eleitoral do Distrito Federal
- Tribunal Regional Eleitoral do Espírito Santo
- Tribunal Regional Eleitoral de Goiás
- Tribunal Regional Eleitoral do Maranhão
- Tribunal Regional Eleitoral de Mato Grosso
- Tribunal Regional Eleitoral de Mato Grosso do Sul
- Tribunal Regional Eleitoral de Minas Gerais
- Tribunal Regional Eleitoral do Pará
- Tribunal Regional Eleitoral da Paraíba
- Tribunal Regional Eleitoral do Paraná
- Tribunal Regional Eleitoral de Pernambuco
- Tribunal Regional Eleitoral do Piauí
- Tribunal Regional Eleitoral do Rio de Janeiro
- Tribunal Regional Eleitoral do Rio Grande do Norte
- Tribunal Regional Eleitoral do Rio Grande do Sul
- Tribunal Regional Eleitoral de Rondônia
- Tribunal Regional Eleitoral de Roraima
- Tribunal Regional Eleitoral de Santa Catarina
- Tribunal Regional Eleitoral de São Paulo
- Tribunal Regional Eleitoral de Sergipe
- Tribunal Regional Eleitoral do Tocantins

### Juízes Eleitorais
Os juízes eleitorais são nomeados pelo TRE respectivo dentre juízes de direito oriundos da magistratura estadual, que acumulam as duas funções durante o período em que nomeados para jurisdição eleitoral. Cada juiz responde por uma zona eleitoral, que é a menor unidade de jurisdição dessa justiça especializada, sendo que uma zona pode compreender mais de um município, ou um município compreender mais de uma zona, o que é determinado conforme a quantidade de eleitores alistados.

### Juntas Eleitorais
As Juntas Eleitorais são órgãos formados com atribuições exclusivas quanto à apuração das eleições e à diplomação dos eleitos, sendo formadas por um Juiz de Direito, que será o seu Presidente, e de 2 (dois) ou 4 (quatro) membros nomeados dentre cidadãos de notória idoneidade (art. 36, do CE). O Presidente do respectivo TRE nomeia os membros da Junta Eleitoral sessenta dias antes das eleições, após a aprovação pelo Tribunal. Os membros das Juntas Eleitorais terão seus nomes publicados na imprensa oficial dez dias antes da nomeação, podendo qualquer partido político impugnar em petição fundamentada no prazo de 3 (três) dias após a publicação (art. 36, §§ 1º e 2º, do CE). A sede da Junta Eleitoral será definida pelo Presidente do TRE respectivo, coincidindo, na maioria das vezes, com a sede do Juízo Eleitoral. Pode ocorrer, entretanto, se serem organizadas mais de uma Junta Eleitoral na mesma jurisdição do Juízo Eleitoral, ficando o número de juntas eleitorais limitado à quantidade na comarca de juízes que gozem das garantias do art. 95, da CF, mesmo que não sejam juízes eleitorais (art. 37, caput, do CE). Observe que os membros da Junta Eleitoral, à exceção de seu presidente, são juízes não togados (juízes leigos), que são nomeados dentre cidadãos da comunidade, eleitores na Zona Eleitoral correspondente, bastando para serem nomeados que tenham idoneidade moral. Não podem, entretanto, serem nomeados eleitores que possuam impedimentos, como os que listados abaixo (art. 36, §3º, do CE):
- I — os candidatos e seus parentes, ainda que por afinidade, até o segundo grau, inclusive, e bem assim o cônjuge;
- II — os membros de Diretórios de partidos políticos devidamente registrados e cujos nomes tenham sido oficialmente publicados;
- III — as autoridades e agentes policiais, bem como os funcionários no desempenho de cargos de confiança do Executivo;
- IV — os que pertencerem ao serviço eleitoral.

O Presidente da Junta Eleitoral poderá nomear, dentre cidadãos de notória idoneidade, escrutinadores e auxiliares em número suficiente para garantir a boa marcha dos trabalhos, sendo a nomeação obrigatória quando houver mais de dez urnas a serem apuradas (art. 38, caput e §1º, do CE). Um dos escrutinadores será nomeado o Secretário Geral da Junta, competindo-lhe a lavratura da ata de apuração, protocolizar e servir como escrivão nos recursos apresentados perante a Junta e totalizar os votos apurados (art. 38, §3º, do CE). Havendo necessidade de dividir os escrutinadores em turmas será nomeado um secretário para cada uma delas, sendo nomeado pelo Presidente da Junta Eleitoral (art. 38, §2º, do CE). As nomeações feitas pelo Juiz Eleitoral deverão ser comunicadas ao Presidente do TRE e será divulgada por edital publicado ou afixado , podendo qualquer partido impugnar no prazo de 3 (três) dias (art. 39, do CE). Aos escrutinadores nomeados pelo Juiz aplicam-se os mesmos impedimentos dos membros da Junta Eleitoral.

## História

### Primeira fase (1932-1937)
Nas conturbadas eleições do Governo Provisório de Getúlio Vargas, um fato entrou para a história da Justiça Eleitoral brasileira: o assassinato do magistrado gaúcho Moisés Viana. Sua morte foi um marco já que, impedindo que a eleição se decidisse nos moldes propostos pela República Velha (fraude, intimidação, violência), o juiz fez prevalecer uma nova ordem política afiançada pelos agentes estatais imparciais, embora à custa de sua vida. Em 1990 o Tribunal Regional Eleitoral do Rio Grande do Sul instituiu a uma medalha com seu nome.
Quanto ao primeiro Código, além da previsão do voto feminino, há uma curiosa referência a uma 'máquina de votar'. A lei, na verdade, admitia a possibilidade de que um aparelho mecânico fosse oficialmente aproveitado em pleitos. É importante lembrar que a Justiça Eleitoral é uma das bandeiras dos revolucionários de 30, que tinham na luta contra a fraude eleitoral uma questão de honra. Mais de 70 anos depois, há agora sim, urna eletrônica, compõe mais um capítulo na busca por eleições limpas.
Em sua primeira fase (1932-1937), três importantes pleitos organizados pela Justiça Eleitoral: em 1933, quando foram escolhidos os constituintes nacionais; em 1934, quando foram escolhidos os constituintes estaduais e, em 1935, quando foram escolhidos prefeitos e vereadores. Em 1935, os termos prefeito e vereador substituíram a denominação de intendente e conselheiro municipal. Para 1938 se esperava a eleição presidencial, contudo, em novembro de 1937 Getúlio Vargas outorgou uma nova Constituição, conhecida como Polaca, por ter sido inspirada na Lei Maior daquele país, e que não recepcionou a Justiça Eleitoral.

### Segunda fase

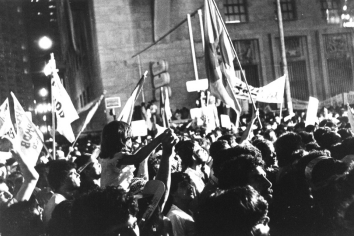
Movimentos pelas Diretas, em São Paulo, 1984. Foto: Jorge H. Singh. Os movimentos que levaram à reabertura democrático nos anos 1980 teriam grande repercussão para a instituição

Assim, era extinta a Justiça Eleitoral, que só voltaria a ser reorganizada em 1945, com o fim do Estado Novo. O Decreto-Lei nº 7.586, de 28 de maio de 1945 determina novamente a criação da Justiça Eleitoral, e o Tribunal Superior Eleitoral é criado em 2 de junho daquele ano. Já em 2 de dezembro são realizadas as eleições para presidente da República e Assembleia Nacional Constituinte. A Carta Política de 1946 recepciona a Justiça Eleitoral que, a partir do golpe militar de 1964, passa a ter uma função apenas acessória, organizando eleições para vereador, prefeito (menos em cidades "estratégicas, como as que possuíam recursos naturais ou bases militares e capitais dos estados), deputado estadual e deputado federal.
A partir da primeira eleição pós-redemocratização (1986) e até o pleito de 2008, foram realizadas 14 eleições, entre regulares, referendo (2005) e plebiscito (1993). Em 1989, foi realizada a primeira eleição presidencial após a ditadura militar.

#### Aumento no eleitorado e criação dos cargos e funções de primeiro grau
Em sua segunda fase, a Justiça Eleitoral teve de enfrentar o rápido avanço do eleitorado brasileiro, que aumentou mais de 10 vezes nos quase 50 anos entre 1945 e 1994, passando de 7 432 765 para 94 743 043.
Em 1990, no município de Porto Alegre, capital do Rio Grande do Sul, a Justiça Eleitoral realizou o I Seminário Brasileiro de Direito Eleitoral. Presentes ao evento desembargadores representado os mais diferentes Tribunais Regionais e vários outros operadores de Direito Eleitoral, além de Ministros do Tribunal Superior Eleitoral. Neste encontro, fez-se o diagnóstico da instituição até aquele momento, destacando-se a preocupação com o desperdício de investimentos no treinamento de funcionários cedidos ou requisitados que acabavam voltando ao órgão de origem:  “(...) todo investimento efetuado no treinamento de um funcionário se perde com o seu retorno à repartição de origem. Em outras palavras, quando o funcionário adquire os conhecimentos e experiência necessários ao desempenho da tarefa, deve deixar a Justiça Eleitoral”. A Justiça eleitoral, portanto, por não dispor de quadros para ocupar todas as vagas disponíveis em cartórios eleitorais, necessitava da colaboração, prioritariamente, de prefeituras municipais para a cedência de funcionários.
Neste sentido, no ano 2000 foi apresentado projeto de lei no Congresso Nacional tratando da criação dos quadros de primeiro para a Justiça Eleitoral. A tramitação do projeto avançou a partir da reunião de avaliação das eleições de 2002, quando o presidente do TSE, ministro Nelson Jobim comprometeu-se com a gestão do projeto junto ao Congresso. Esta reunião ocorreu no município de Jurerê-SC, e contou com a presença dos presidentes dos TREs e dos corregedores regionais eleitorais. Em 20 de fevereiro de 2004 o tema discutido desde 1990 pela Justiça Eleitoral ganhou sua forma definitiva na Lei 10 842. A lei previa o escalonamento na criação das vagas em cartório, a primeira leva em 2004 e a segunda em 2006.

#### Informatização e urna eletrônica
A partir de 1982, a informática foi lentamente sendo implementada pela instituição. Iniciando-se com a informatização dos processos de totalização de resultados, como se comprova pelo Caso Proconsult, intensificando-se em 1986 com o recadastramento nacional de eleitores, chegando finalmente ao voto eletrônico, primeiramente em cidades com mais de 200.000 eleitores (1996), depois em municípios com mais de 40.500 (1998) até ter atingido o país todo no pleito municipal de 2000. A partir de 2005, iniciou-se os trabalhos de planejamento do recadastramento biométrico de eleitores.
De forma estritamente paralela à informatização, cresceu o custeio da Justiça Eleitoral do Brasil que, entre 1985 e 2007, passou de 0,02% para 0,12% do PIB, com um crescimento de 705%. Segundo dados da Justiça Eleitoral, informados à imprensa, o gasto total do último pleito municipal (2008), foi de aproximadamente 600 milhões de reais, alcançando 0,2% do PIB daquele ano (R$ 2,9 trilhões de reais), segundo informações do IBGE. O custo de cada voto seria, assim, aproximadamente R$4,60.
A partir de 2001, mais de 50 países enviaram representantes para conhecer a urna eletrônica brasileira e vários países da América Latina utilizaram, em eleições oficiais, prévias partidárias, ou simulações, os equipamentos brasileiros: Paraguai, Argentina, México, Equador e República Dominicana. Depois destas experiências, nenhum deles adotou o modelo do equipamento brasileiro.